# Кроу
Кроу, Кров, Апсалукі (також Абсарока, Апсаалоокі, Абсалукі) — народ північноамериканських америндів, що історично проживали біля річки Єллоустоун, а зараз мешкає в резервації в штаті Монтана і Вайомінг. Назва кроу з англійської перекладається як крук. Мова апсалукі належить до Сіуанської мовної групи.

## Назва

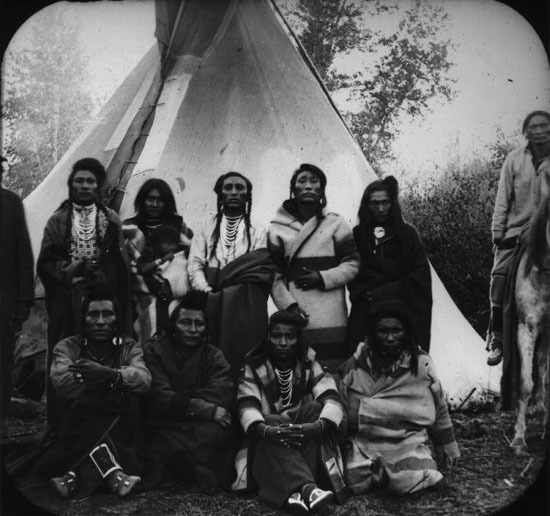
Гурт кроу сидить біля тіпі.

Самоназва племені Абсалукі (Apsáalooke) означає «діти птаха з великим дзьобом». Хоч формально це означення можна застосувати до будь-якого хижого птаха, але шеєни називали кроу «отанео» (людина-ворона), лакоти називали «кангі-вічіша» (людина-ворона), ассінібойни — «кангі-тока» (ворон-ворог). На популярній серед індіанців жестовій мові кроу показували махаючи руками, як крилами. Ще одна самоназва кроу — біруке (наша сторона).

## Історія
Початково кроу були єдиним народом з осілим племенем хідатса. Згідно з легендами вожді хідаса направили під час посухи на чотири сторони групи розвідників за бізонами по 14 воїнів у кожній. Нову землю з тваринами знайшла тільки направлена на захід. Хідатса вирушили в дорогу поки не дійшли до озера. Два героя — Немає Кишок (або Немає Життя) і Червоний Розвідник відправилися запитати духів, що робити далі. Під час ритуального посту і медитації біля Священного Озера (сучасна назва озеро Диявола) вони побачили два різних видіння. Немає Кишок отримав наказ шанувати Священний Тютюн і вирушати на пошуки «найкрасивішої землі». А Червоному розвіднику наказали лишитися тут і вирощувати кукурудзу. Хідатса довго блукали навколо озера, не знаючи якому видінню слідувати, і зрештою розділилися на дві частини. Ті, хто пішов за Немає Кишок, згодом стануть окремим племенем абсалука, або гірськими кроу. Червоний Розвідник поселився поруч з осілим племенем мандан. Після суперечки через утопленого бізона, в якій було убито згідно з різними джерелами від одного до кількох людей, від хідатса відділяється Ведмідь з Поганим Серцем і поселяється на річках. Ця група відома, як річкові кроу. За іншими джерелами якраз Немає Кишок вирушив у подорож після суперечки навколо утопленого бізона.
Під час подорожі кроу використовували собак, як тяглову силу. Після смерті Немає Кишок, землю з його видіння продовжують шукати інші вожді. На кордоні з сучасною Канадою вони наштовхнулися на племена алгонкінів (чорноногі та арапахо), з якими зав'язалася довготривала війна. На бік кроу перейшли шошони, які також воювали з чорноногими. Зрештою вождь Фарбує Тіло знаходить омріяну землю на кордоні сучасних Вайомінгу та Монтани. Тут вождь Ведучий Койот (Running Coyote) вигадує стиль полювання на бізонів, коли їх стадо заганяють у прірву. В цей час озброєні європейською зброєю оджибва, ассінобойни, ірокези та інші прибережні племена починають витісняти інші вглиб країни, що спричинило масштабне переселення народів. В 1743 році два французи вперше зустріли кроу. Вони назвали їх beaux hommes, гарними людьми, тоді як абсалуки назвали їх «жовтоокими». У цей же час вождь Молодий Білий Бичок вперше приводить коней, які він ймовірно купив у шошонів. З того часу кроу стають одержимі кіньми і більшість воєн будуть розв'язані якраз через викрадення табунів одного племені у іншого. У кроу було багато коней, що провокувало інші племена грабувати їх. За переписом 1914го року у них було близько сорока тисяч коней і шість сотень собак. Кроу не їли собак, як це робили інші племена.
У 20-х роках XIX сторіччя кроу зіткнулися з племенем лакота. Війна почалася з того, що великий загін лакота оточив мисливців абсалуків на горі, що зараз носить назву Стрілецькі Вали Кроу (Crow Buttes). Кроу програли війну, а лакота вирушили далі, але заразилися якоюсь невідомою європейською хворобою і вимерли дорогою.
У 1825 році вождь Довгі Коси (довжина кіс якого була приблизно шість метрів) підписав договір з США, в якому визнав владу американського уряду. Опальний вождь кроу Гнилий Живіт не підписав цього договору. У 1833 році шаєни знищили групу під керівництвом Висячої Ноги. Гнилий Живіт зібрав загін з 600 воїнів і розгромив шаєнів. Улітку 1834-го Гнилий Живіт обложив форт Юніон, оскільки той продавав зброю чорноногим (зокрема пікуні). Чорноногі були найзатятішими ворогами кроу. В сутичках Гнилий Живіт загинув. В 40-х роках XIX сторіччя кроу підхопило європейські хвороби, від чого їхня чисельність зменшилася від 10 000 до 1000—2000. Є свідчення, що уряд продавав кроу кодра, заражені сифілісом. За іншими свідченням, цією хворобою була віспа. На ці ж роки припадають конфлікти абсалука з ассинобойнами та сіу. На той час всі племена суттєво зменшилися через хвороби та постійні війни з використанням вогнепальної зброї. Інтенсивне полювання призвело до зменшення популяції тварин і штовхало народи до грабунку один одного та європейців. Уряд США періодично наймав кроу для боротьби з іншими племенами, зокрема сіу. Наприклад в 1868 році вождь кроу Маленький Білий Ведмідь воював на боці армії США проти бунтівних вождів сіу Червоної Хмари та Скаженого Коня.
Наприкінці 19-го сторіччя ряд договорів звужував територію кроу до мінімуму. В 1887 році вождь Скручує Свій Хвіст зробив невдалу вилазку проти уряду США, в якій був убитий. Цікаво, що основною причиною цієї вилазки — була заборона військових походів за межі резервацій. Наступного року кроу під проводом вождя Дві Штанини, не зважаючи на заборону, переходять у резервацію племені лакота і відбирають своїх коней. Це була остання міжплемінна війна у північних преріях.

## Культура

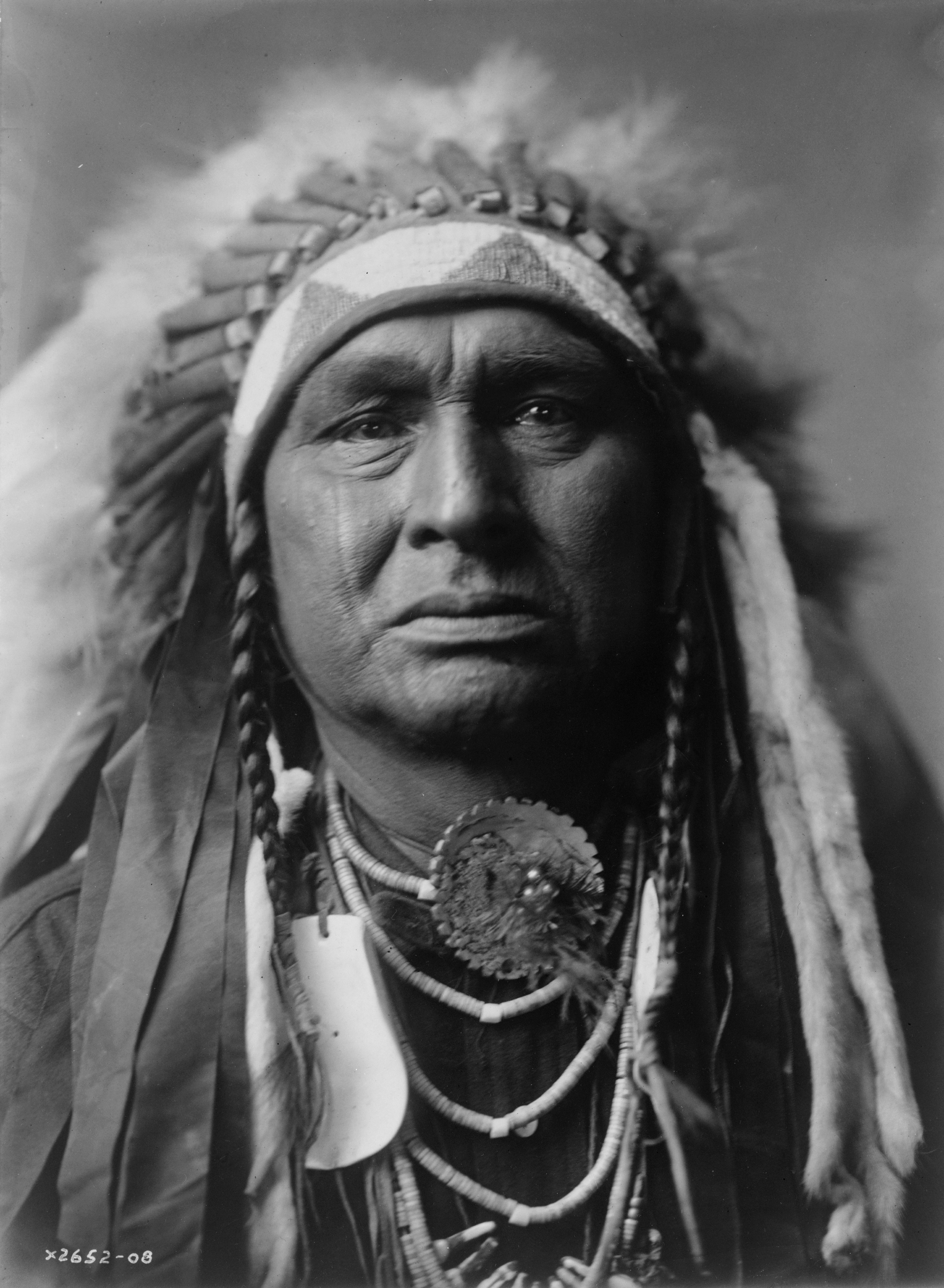
Кроу у бойовому окрасі

Кроу жили в первісному матріархаті. Чоловік мав переходити до родини жінки після одруження і нащадків вираховували по матері. Жінки носили доволі скромний одяг і коротку стрижку. Тоді як чоловіки мали неймовірно багато вишитий одяг (сорочка могла коштувати кілька коней) і довгі коси, які вони мастили салом. Біля лоба чоловіки кроу зрізали коси і тут коси стирчали вверх. Вождь Довгі Коси мав коси до шести метрів. Європейські дослідники (зокрема Денінг) описують жінок кроу негарними. Обличчя їх постійно роздряпані, а коси посипані попелом і вимазані власною кров'ю через постійний траур за мертвими родичами, які гинули під час безперервних воєн. У кроу була традиція відрубувати фаланги пальців по одній на кожного вбитого родича. Кожна окрема сім'я мала свій тіпі, який робився зі шкур бізонів, і свій табун. Основним товаром кроу були коні. Їх відбирали у випадку покарання члена племені.
Кроу, як і всі первісні племена, мали низку забобонів. Священний тютюн не можна було курити, якщо в тіпі висіли мокасини. Світ абсалуків наповнювали маннегіші — маленькі лисі гуманоїди з великими очима та худим тілом. Головним релігійним центром племені був шаман.
Кроу часто мають екзотичні для європейців імена і назви кланів. Наприклад, клан Ті, Що Жують Свої Соплі, клан Намети Жеручих Бруд, Жир У Роті, Погані Штани.

## Племінна організація
Згідно з результатами аналізу мови кроу мають спільне походження з сіу. Найближче плем'я до абсалука — хідатса. Згідно з лінгвістичними аналізами вони розділилися близько п"ятиста років тому. Ще досі вони інколи говорять про себе, як про один народ. Кроу поділені на кілька груп і 13 кланів. Найбільша група — гірські кроу — поділяються на «Там де багато наметів» (acaraho) і «Ударили в Живіт» (erarapi'o). Останні контактували з шошонами і через це відділилися. Річкові кроу контактували з ассінобойнами. Між цими частинами племені інколи виникали конфлікти. Так річні кроу відмовилися йти на війну проти дакота. Коли гірські кроу перемогли, вони демонстративно пройшли мимо табору річкових, співаючи брутальних пісень.
Кожною групою кроу керує група вождів — «хоробрі люди» (batse' tse). Згідно з правилами таким стають тільки вчинивши один з подвигів: керувати успішним набігом, украсти коня з ворожого табору, першим доторкнутися ворога, відібрати у ворога зброю. Той, хто вчиняв один з цих подвигів, ставав «хороброю людиною» і мав право займати місце у раді племені. Кожен з них міг очолити плем'я у поході проти ворогів. Зазвичай один з них лідирував і вважався основним вождем. Він призначав племінну поліцію — загін людей, що контролював процес полювання на бізонів. Один мисливець міг злякати ціле стадо, тому таким порушникам закону призначали певні покарання. У вождів був глашатай — той, хто сповіщав племені новини і рішення ради племені. Ця посада була дуже шанованою і обиралася лише з числа успішних «хоробрих людей».
Всередині племені також існували клани — засновані на кровних зв'язках організації. Часто вожді спиралися на свої клани, що призводило до міжкланових конфліктів. Кожен член зобов'язаний був помститися тому, хто образив когось з його клану. Наявність впливових родичів було дуже важливою передумовою соціального статусу. Характерно, що у фольклорі кроу над сиротами не переставали глузувати, навіть якщо вони вчинили подвиги і добилися духовних звершень.
Три гілки племені кроу мають однакові тринадцять кланів, приналежність до яких передається по жіночій лінії. Вони об'єднані у шість екзогамних груп:
1. Нові Намети (acirari'o), Товсті Намети (acitsi'te)
2. Намети Хворих Губ (aci'oce), Жир У Роті (u'wutace ')
3. Без Стрільби Вони Приносять Дичину (u'sawatsi'a), Зв'язані Вузлом (xu'xkaraxtse), Намети Жеручих Бруд (acpe'nuce)
4. Ударили В Живіт (e'rarapi'o), Погані Військові Святкування (ackya'pkawi'a)
5. Свистяча Вода (birikyo'oce), Строкаті Намети (acxatse)
6. Пієганські Намети (ackya'mne), Зрадливі Намети (acbatcu'a)

Погані Військові Святкування був кланом, з якого всі сміялися. Якщо хтось робив щось невірно, йому казали, що він схожий на них.

## Сучасні кроу
Кроу досягли кількості у 8 тисяч чоловік, скільки їх було на початку XIX сторіччя. Багато сімей продовжують жити у тіпі і вести кочовий стиль життя. На територіях резервацій не діють закони США. Індіанцям надане самоуправління. В 1948 році була прийнята перша конституція кроу, а у 2001-му друга. У конституції зазначається три гілки влади. Кроу проводять низку заходів на своїй території: родео, ярмарок. На щорічному ярмарку одночасно збирається найбільша кількість тіпі у світі. У резервації працює казіно. У 2008 році Чорний Орел офіційно прийняв тоді ще кандидата в президенти Барака Обаму у плем'я кроу. Обама був першим кандидатом, що відвідав їхню резервацію.